# Fireball (음반)
| 평가 점수                        | 평가 점수 |
| 출처                             | 점수      |
| -------------------------------- | --------- |
| AllMusic                         | [ 2 ]     |
| Collector's Guide to Heavy Metal | 9/10      |
| Music Story                      | [ 4 ]     |

《Fireball》은 1971년 7월 9일에 발매된 영국의 하드 록 밴드 딥 퍼플의 다섯 번째 스튜디오 음반이다. 1970년 9월부터 1971년 6월까지 여러 차례 녹음되었다. 비록 전작인 《Deep Purple in Rock》만큼 오래 차트에 머물지는 않았지만, 이 밴드의 세 개의 영국 1위 음반 중 첫 번째 음반이 되었다. 이 음반은 영국에서 100만 장 이상이 팔렸지만, 한 번도 영국에서 인증을 받은 적이 없다.

## 배경
이 음반은 딥 퍼플이 1년 넘게 차트에 머물며 비평적이고 상업적인 성공을 거두었던 《Deep Purple in Rock》과 함께 활동을 시작한 후 처음으로 작업한 음반이었다. 이 때문에, 이 그룹은 라이브 콘서트를 계속 요구하고 있었고, 이는 밴드 멤버들의 건강에 영향을 미치기 시작했다. 키보디스트 존 로드는 예전에 로드 크루의 도움 없이 해먼드 오르간을 공연으로 옮겨야 했던 아트우즈 시절로 거슬러 올라가 문제가 있었고 베이시스트 로저 글로버는 여러 차례 라이브 공연을 할 수 없는 위장병을 앓았다. 기타리스트 리치 블랙모어는 하드 록에 집중하기로 한 결정으로 자신이 정당하다고 느꼈고 그룹의 성공은 주로 자신 때문이라고 믿었다. 이로 인해 가수 이언 길런과의 갈등이 커지면서 두 사람의 관계가 껄끄러워지기 시작했다.
이전 음반과 마찬가지로, 《Deep Purple in Rock》의 후속 음반 세션은 밴드 투어 약속 사이에 몇 달 동안 예약되었다. 첫 번째 음반에서는 1970년 9월에 밴드가 〈Anyone's Daughter〉라는 곡을 단 한 곡만 완성했으며, 밴드는 더 많은 아이디어를 내기 위해 고군분투했다.

## 차트 성과
《Fireball》은 영국 음반 차트 1위에 올랐고 독일, 오스트리아, 스웨덴 등 유럽 국가에서도 1위를 기록했다. 북미에서는 전작인 《Deep Purple in Rock》을 제치고 미국 32위, 캐나다 24위에 올랐다.

## 이후의 영향
2011년 4월 9일 《댓 메탈 쇼》 에피소드에서, 기타 거장 잉베이 말름스틴은 그의 누나가 그가 8살일 때 《Fireball》을 주었고, 그로 인해 모든 것이 바뀌었다고 말했다. 마찬가지로 메탈리카의 드러머 라스 울리히는 아버지가 1973년 코펜하겐에서 열린 딥 퍼플 콘서트에 데려간 지 12시간 만에 《Fireball》 사본을 구입했다고 진술했다.
마찬가지로 마이클 먼로는 에디 트렁크의 팟캐스트에서 이 음반이 그가 구매한 첫 번째 음반이자 《Led Zeppelin II》와 함께 처음 듣는 음반이며, 그가 로큰롤 분야에서 경력을 쌓는 데 큰 영향을 끼쳤다고 밝혔다.
킹 다이아몬드는 또한 《Fireball》을 10대 때 구입한 첫 번째 정규 음반이자 앞으로의 경력에 중요한 영향을 끼친 음반으로 언급하고 있다.

## 곡 목록
모든 곡들은 리치 블랙모어, 이언 길런, 로저 글로버, 존 로드 그리고 이언 페이스에 의해 작사/작곡하였다.

### 오리지널 유럽 발매
| #  | 제목                  | 재생 시간 |
| -- | --------------------- | --------- |
| 1. | 〈Fireball〉          | 3:25      |
| 2. | 〈No No No〉          | 6:54      |
| 3. | 〈Demon's Eye〉       | 5:19      |
| 4. | 〈Anyone's Daughter〉 | 4:43      |

| #  | 제목            | 재생 시간 |
| -- | --------------- | --------- |
| 1. | 〈The Mule〉    | 5:23      |
| 2. | 〈Fools〉       | 8:21      |
| 3. | 〈No One Came〉 | 6:28      |

### 오리지널 미국/캐나다/일본 발매
| #  | 제목                      | 재생 시간 |
| -- | ------------------------- | --------- |
| 1. | 〈Fireball〉              | 3:25      |
| 2. | 〈No No No〉              | 6:54      |
| 3. | 〈Strange Kind of Woman〉 | 4:07      |
| 4. | 〈Anyone's Daughter〉     | 4:43      |

| #  | 제목            | 재생 시간 |
| -- | --------------- | --------- |
| 1. | 〈The Mule〉    | 5:23      |
| 2. | 〈Fools〉       | 8:21      |
| 3. | 〈No One Came〉 | 6:28      |

## 인증
| 국가                       | 인증 | 판매량/출하량 |
| -------------------------- | ---- | ------------- |
| 독일 (BVMI)                | 골드 | 250,000^      |
| 네덜란드 (NVPI)            | 골드 | 50,000^       |
| 스웨덴 (GLF)               | 골드 | 50,000^       |
| 미국 (RIAA)                | 골드 | 500,000^      |
| ^출하량을 기반으로 한 인증 |      |               |